# Рашиці
Рашиці (словац. Rašice) — село, громада округу Ревуца, Банськобистрицький край, регіон Гемера. Кадастрова площа громади — 9,11 км².
Населення 119 осіб (станом на 31 грудня 2017 року).

## Історія
Рашіце згадується 1334 року.

## Населення
| Рік:            | 1994. | 2004.    | 2014.    | 2024.   |
| --------------- | ----- | -------- | -------- | ------- |
| Кількість осіб: | 151   | 135      | 112      | 112     |
| Різниця:        |       | -10,59 % | -17,03 % | -1,42 % |

| Рік:            | 2023. | 2024.   |
| --------------- | ----- | ------- |
| Кількість осіб: | 111   | 112     |
| Різниця:        |       | +0,90 % |